# 松島瀧三
松島 瀧三（まつしま たきぞう、1893年〈明治26年〉8月 - 没年不明）は、日本の実業家。日本毛皮革代表。

## 経歴
福島県西白河郡白河町（現白河市）出身。製革業・肥料毛皮貿易商などを営む松島瀧右衛門の六男。白河商業卒業。分家した。
1917年、上京し上原松島合名会社を設立し、その後上原商事株式会社に改組する。日本毛皮組合理事、日本毛皮輸入組合理事をつとめる。日本毛皮代表、上原商事常務を経て日本毛皮革代表。

## 人物
宗教は禅宗。住所は東京世田谷区代田、本郷区本郷。

## 家族・親族
松島家　
- 妻・アイ（1902年 - ?、福島、藤沼軍次郎の二女）[2][7]
- 長男、二男、長女、二女[2]

親戚
- 上原政兵衛（上原商事会長、原皮毛皮貿易商）